# Мориц Милер
Мориц Милер (  — Франкфурт, 19. новембар 1986) професионални је немачки хокејаш на леду који игра на позицијама одбрамбеног играча. 
Члан је сениорске репрезентације Немачке за коју је на међународној сцени дебитовао на светском првенству 2009. године. 
Од почетка професионалне каријере игра у немачком првенству за екипу Келнер хајеа. 